# Tadeusz Ejdziatowicz
Tadeusz Gedrus-Eydziatowicz herbu Łuk (ur. 1835, zm. 22 sierpnia 1894 w Warszawie) – ziemianin, działacz gospodarczy i powstaniec styczniowy.

## Życiorys
Ukończył z listem pochwalnym Instytut Gospodarstwa Wiejskiego i Leśnictwa w Marymoncie pod Warszawą (1852). Członek organizacji "białych" - uczestnik powstania styczniowego. 
Ziemianin, właściciel dóbr Wereszczyn, koło Urszulina, w pow. włodawskim. Prowadził wzorowe gospodarstwo rolne, specjalizował się w hodowli owiec, za swoje tryki uzyskał m.in. złoty medal na wystawie rolniczej w Warszawie w 1867. Umieszczał również artykuły na tematy hodowli w "Rocznikach Gospodarstwa Krajowego". Członek Towarzystwa Rolniczego w Królestwie Polskim (1858–1861). Członek korespondent Galicyjskiego Towarzystwa Gospodarskiego (1870–1894). Od 1876 działacz Towarzystwa Kredytowego Ziemskiego. Członek Lubelskiego Towarzystwa Dobroczynności. Agent towarzystwa ubezpieczeniowego "Imperial"
Pochowany na cmentarzu Powązkowskim w Warszawie (kwatera 166-3-13).

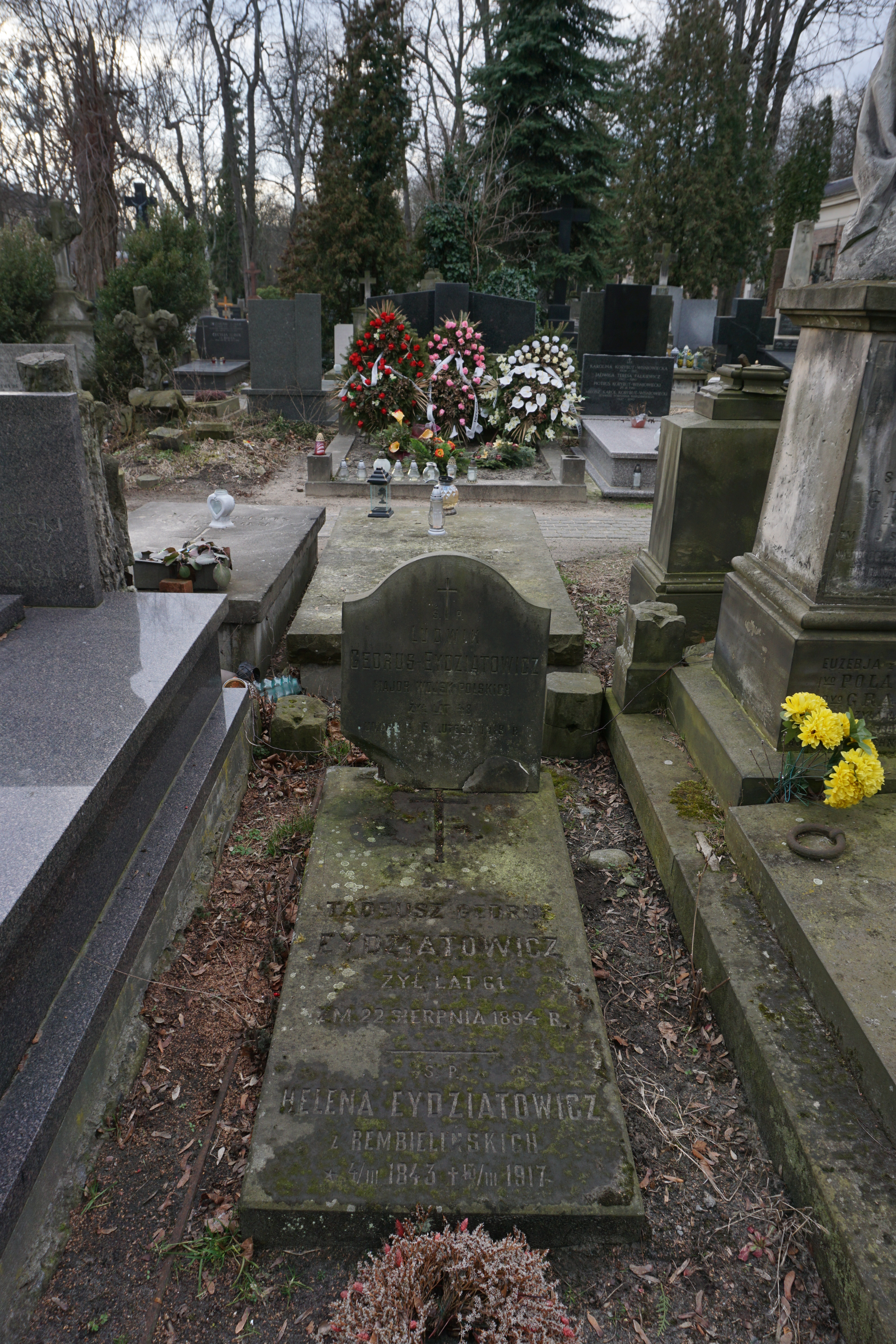
Grób Tadeusza Ejdziatowicza na cmentarzu Powązkowskim

## Rodzina
Urodził się w rodzinie ziemiańskiej, był synem oficera i powstańca listopadowego Bogusława Adama (1803–1854) i Józefy ze Szweykowskich (1811–1847). Ożenił się z Heleną z domu Rembielińską (1850–1917), mieli córki esperantystkę Różę i Helenę oraz syna inżyniera i oficera Legionów Polskich Ludwika Eydziatowicza (1870–1918).